# 케이틀린 오즈먼드
케이틀린 오즈먼드(영어: Kaetlyn Osmond, 1995년 12월 5일~)는 캐나다의 피겨 스케이팅 선수이다.

## 생활
오즈먼드는 뉴펀들랜드 메리스타운에서 제프, 재키 오즈먼드 (Jeff, Jackie Osmond)의 딸로 태어났다. 7세에 퀘백 몬트리올로 이사를 갔고, 10세에는 현재 거주하는 앨버타 셔우드파크로 옮겼다. 오즈먼드는 비미 릿지 아카데미 (Vimy Ridge Academy)에 다녔다. 그녀는 내터샤와 게리 (Natasha, Gary)라는 언니와 오빠를 두고 있다. 2014년 4월, 메리스타운은 그들 도시의 아이스링크장을 케이틀린 오즈먼드로 개명했으며, 도시의 상징적인 열쇠를 그녀에게 주었다. 또한 거리 중 하나를 그녀의 이름을 따 이름 붙였다.